# 렘브란트 부가티
렘브란트 부가티(프랑스어: Rembrandt Bugatti, 1884년 10월 16일 ~ 1916년 1월 8일)는 주로 야생 동물을 주제로 한 청동 조각으로 알려진 이탈리아의 조각가이다. 제1차 세계 대전 중 그는 안트베르펜의 군 병원에서 응급 구조 활동에 자원했는데, 이 경험은 부가티에게 우울증 발병을 유발했고, 재정 문제로 인해 악화되어 결국 1916년 1월 8일 파리에서 31세의 나이로 자살했다.

## 초기 생애
밀라노의 예술가 집안에서 태어난 렘브란트 부가티는 카를로 부가티와 그의 아내 테레사 로리올리의 둘째 아들이었다. 그의 형 에토레 부가티는 유명한 자동차 제조업자가 되었다.
그는 삼촌이자 화가인 조반니 세간티니에 의해 그의 첫 이름이 주어졌다. 그의 아버지는 아르누보 양식의 가구 및 보석 디자이너였으며, 섬유, 도자기, 은 세공품 분야에서도 활동했다. 그리하여 렘브란트 부가티는 부모님의 친구들 중 많은 수가 예술계 출신인 환경에서 자랐다. 1902년, 가족은 파리로 이주하여 장인 공동체에서 살았다.
어린 시절 그는 아버지의 작업실 주변을 맴돌았고, 가족 친구이자 러시아 조각가인 파올로 트루베츠코이 왕자(Paolo Troubetzkoy, 1866–1938)의 권유로 플라스티신으로 조각을 시도했다.

## 작품

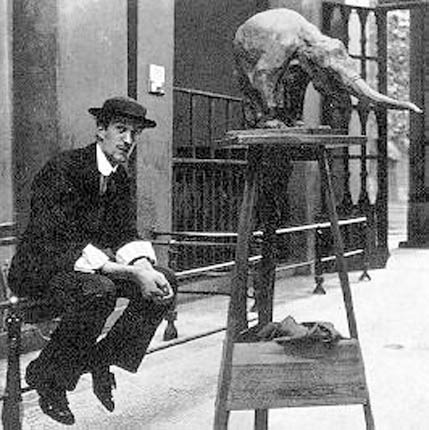
안트베르펜 동물원의 렘브란트 부가티 (1910)

렘브란트 부가티는 젊은 시절부터 미술 주조소이자 갤러리 운영자인 아드리안 에브라르와 함께 작업하기 시작했다. 그는 여러 청동상을 제작했고, 이 작품들은 에브라르에 의해 전시되고 홍보되었다. 부가티의 자연에 대한 사랑은 그가 파리의 식물원 근처 야생동물 보호구역이나 안트베르펜 동물원에서 많은 시간을 보내며 이국적인 동물들의 특징과 움직임을 연구하게 했다. 코끼리, 표범, 사자 등 동물 조각들이 그의 가장 잘 알려진 작품이 되었다.
부가티 루아얄의 라디에이터 위에 놓인 코끼리 마스코트는 렘브란트의 원본 조각 중 하나에서 주조된 것이다.

그의 예술 작품은 현재 고가에 거래되고 있다. 그의 1909-1910년 청동 작품인 Babouin Sacré Hamadryas(신성한 망토개코원숭이)의 주조품은 2006년 소더비스에서 256만 달러에 경매되었다. 2010년 5월, 이 바분은 소더비스 경매(추정가 200만~300만 달러)에 다시 등장했으며, 수컷과 암컷 사자 Lion 및 Lionne de Nubie(각각 추정가 150만~200만 달러, 120만~180만 달러), Grande girafe tête basse(추정가 100만~150만 달러)와 S. 조엘 슈어 컬렉션의 다른 7개 작품이 함께 출품되었다. 한 보고서에 따르면, 이 컬렉션은 개인 소장품 중 부가티의 걸작 중 가장 훌륭한 컬렉션일 수 있다고 한다. 부가티 작품 중 하나는 오귀스트 로댕의 세 점과 이사무 노구치의 한 점을 포함한 조각품 그룹의 일부로 총 2천만 달러에 팔린 것으로 알려졌다.

## 말년과 사망
그의 작품은 1912년 하계 올림픽의 조각 종목에 포함되었다. 제1차 세계 대전 중 그는 안트베르펜의 군 병원에서 응급 구조 활동에 자원했는데, 이 경험은 부가티에게 우울증 발병을 유발했고, 예술 활동에 많은 시간을 할애할 수 없게 되면서 재정 문제로 악화되었다. 동시에 안트베르펜 동물원은 사료 부족으로 인해 동물들을 도살하기 시작했고, 이는 많은 동물들을 자신의 조각 작품의 대상으로 삼았던 부가티에게 깊은 영향을 미쳤다. 1916년, 31세의 나이로 그는 자살했다. 그는 프랑스 알자스 지방의 바랭주 돌리스하임 시립 묘지에 있는 부가티 가족 묘지에 안장되어 있다.

## 갤러리

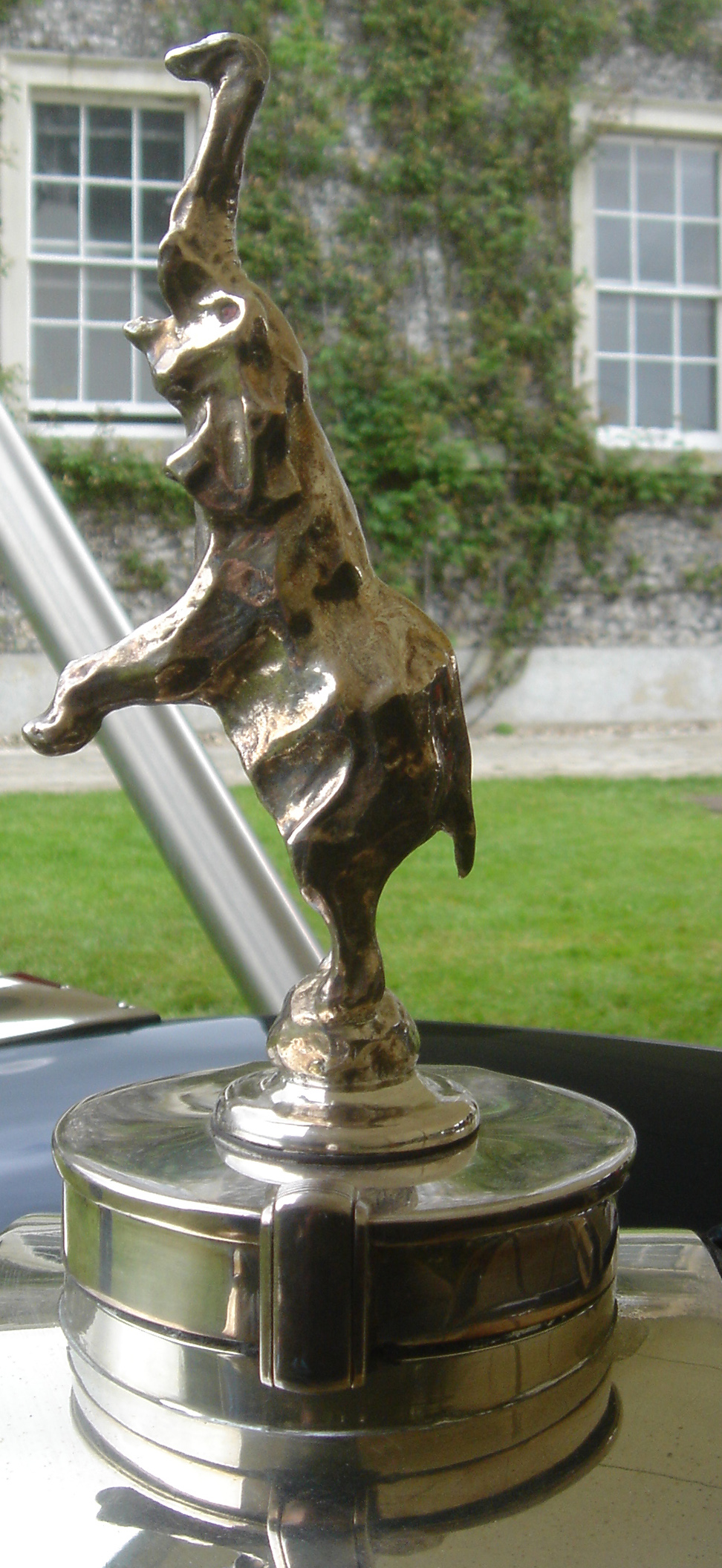
타입 41 (루아얄) 라디에이터 캡
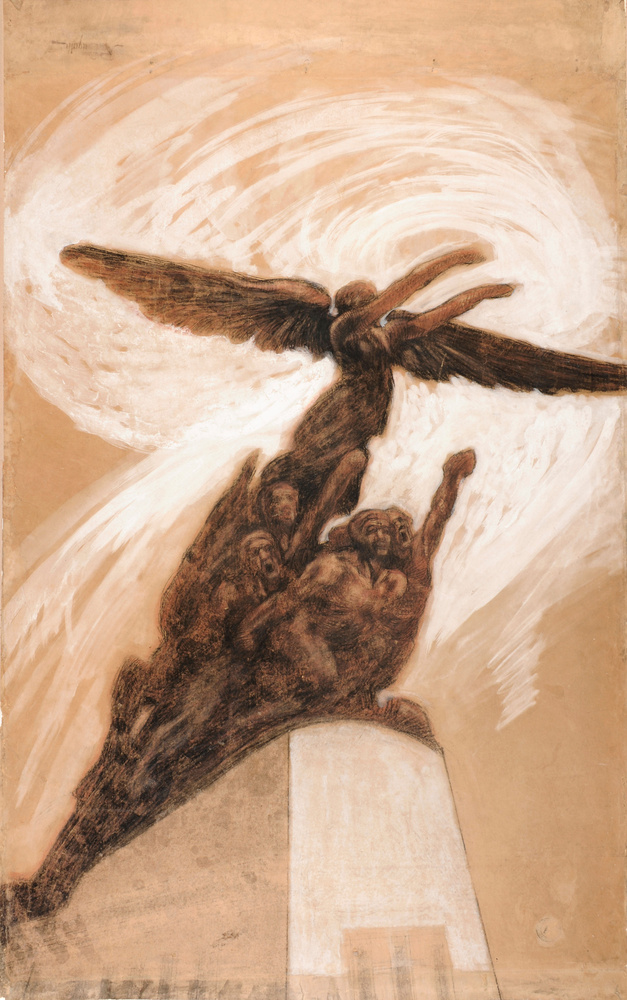
기념비 프로젝트 − 승리의 알레고리, 드로잉 (1910년경), 스트라스부르 근현대미술관
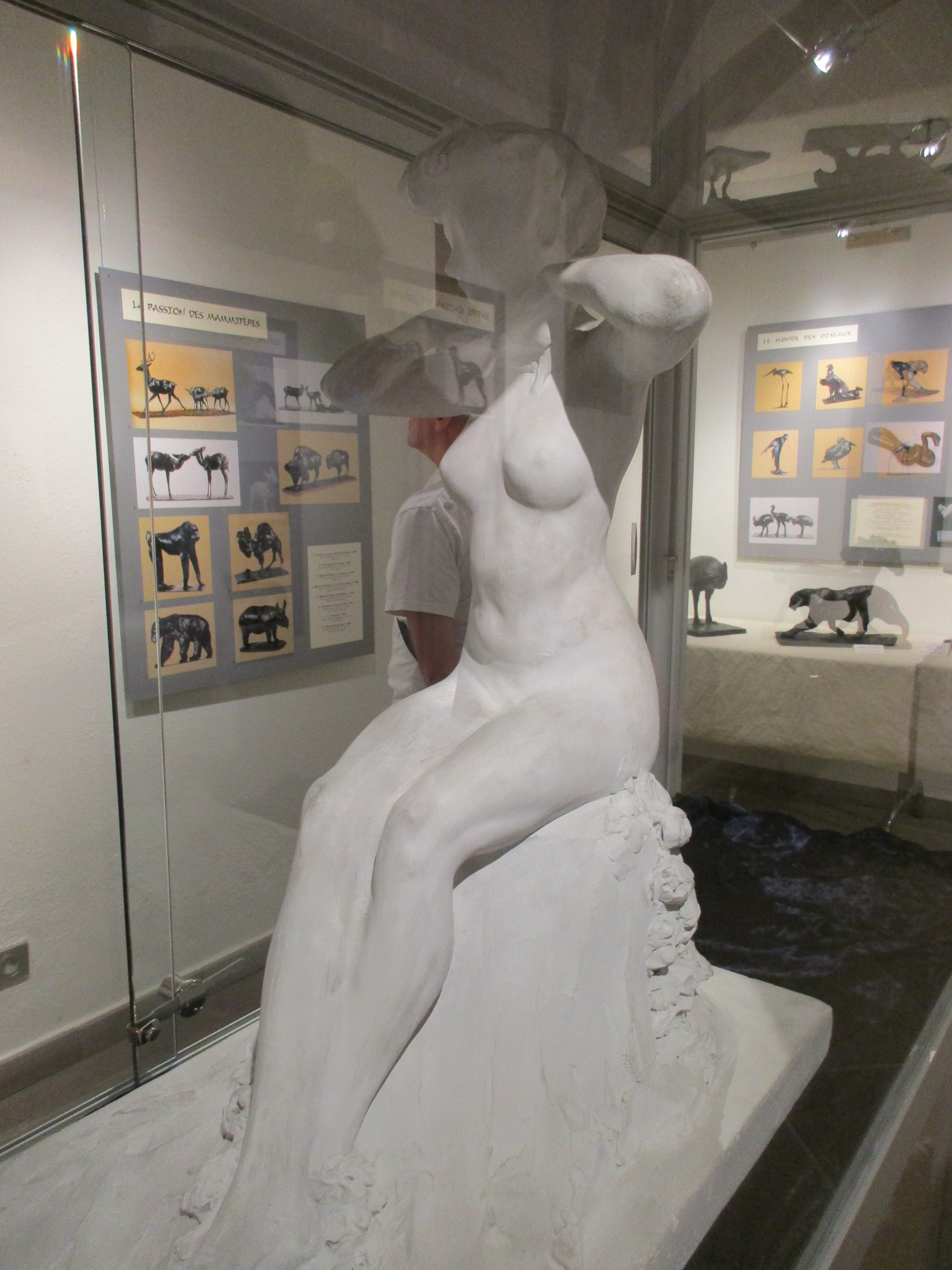
"젊은 여성 나체", 1907년 (몰샤임 샤르트뢰즈 박물관)
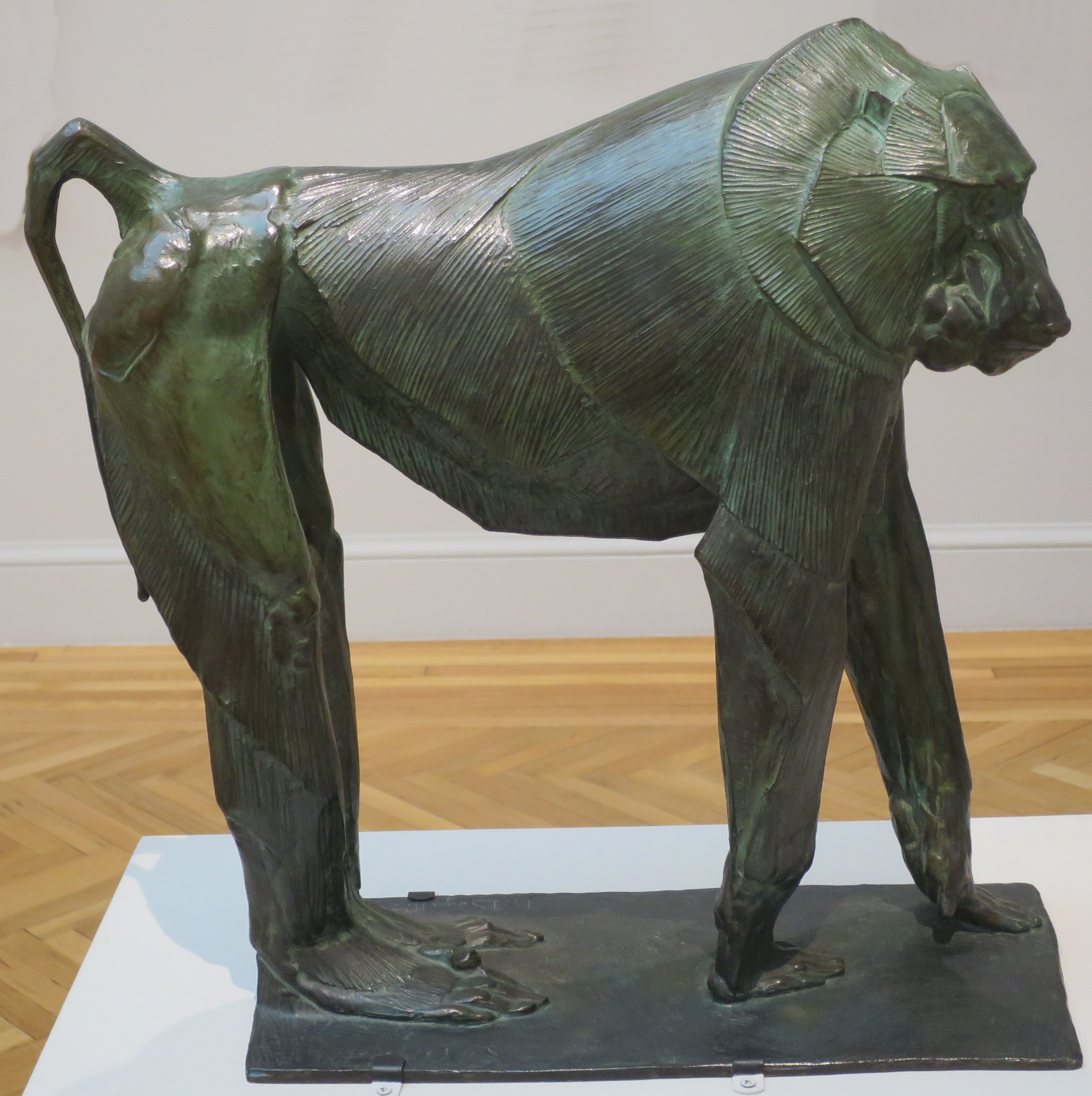
"망토개코원숭이", 1910년경 (레지옹 오브 오너 박물관)
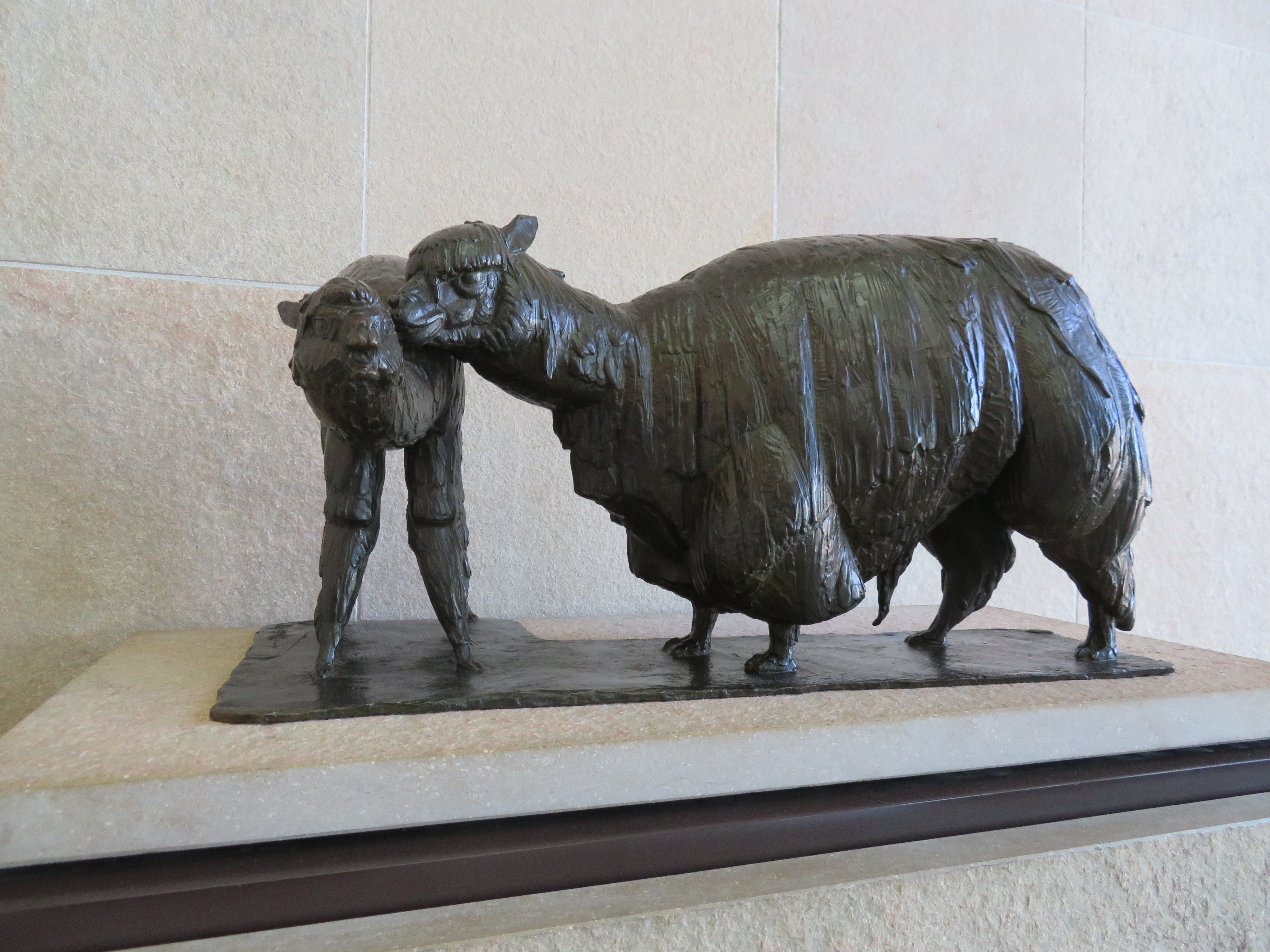
"두 라마", 1911년 (오르세 미술관)
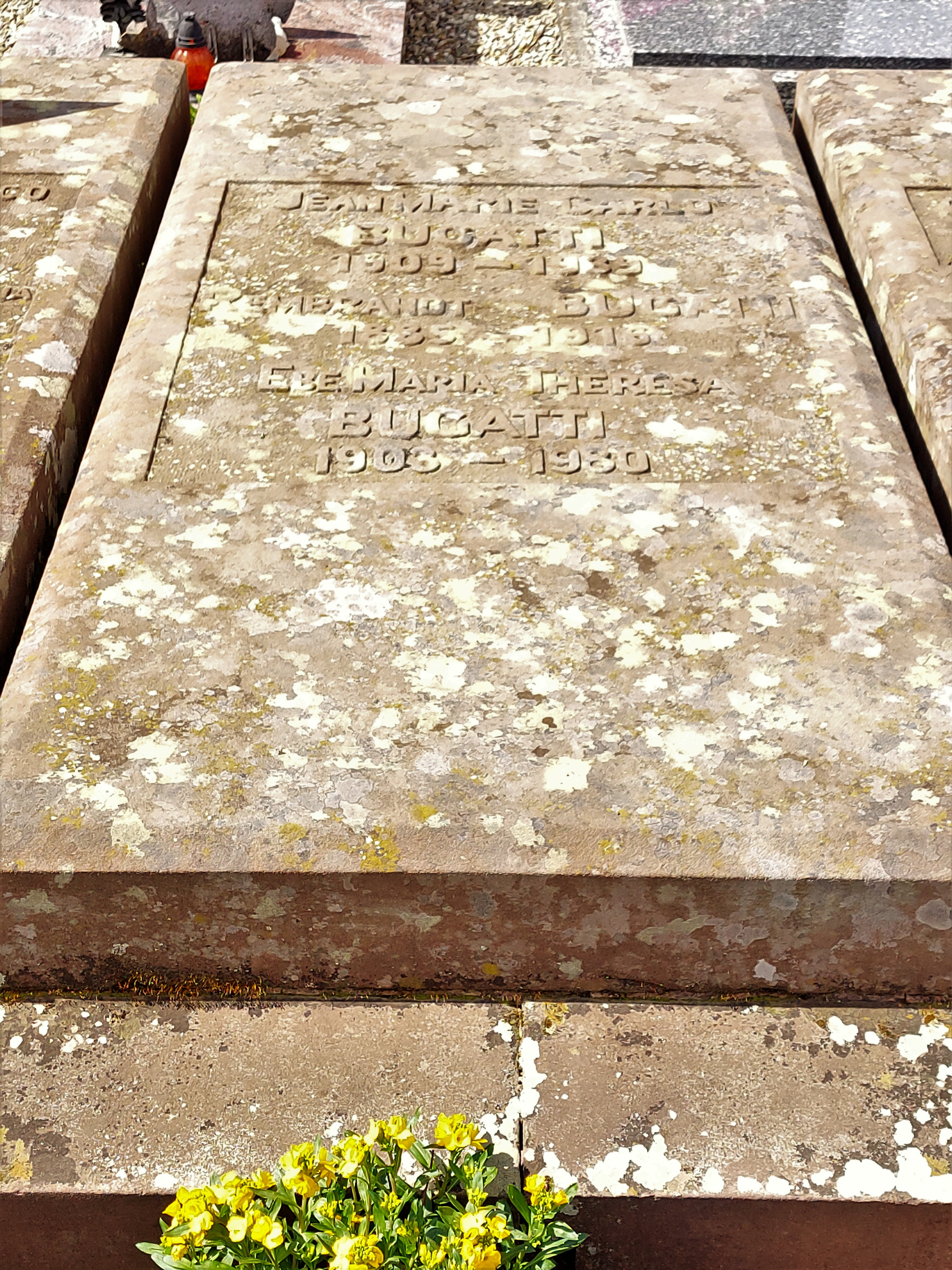
돌리스하임에 있는 렘브란트 부가티의 묘지

## 추가 자료
- Edward Horswell, Rembrandt Bugatti, Felines and Figures, published by The Sladmore Gallery 1993 (ISBN 0-95140-612-4)
- Edward Horswell, Rembrandt Bugatti, Life in Sculpture, published by The Sladmore Gallery 2004 (ISBN 1-90140-375-0)
- Edward Horswell, Rembrandt Bugatti, une vie pour la sculpture, éd. de l'Amateur 2006, published by The Sladmore Gallery (ISBN 2-85917-451-6)
- Veronique Fromanger, Rembrandt Bugatti Sculpteur-Répertoire monographique, published by éd. de l'Amateur 2010 (ISBN 978-2-85917-499-6)
- Veronique Fromanger, Rembrandt Bugatti Sculptor, a meteoric rise-Répertoire monographique, published by éd. de l'Amateur 2016 (ISBN 978-2-85917-560-3)
- Edgardo Franzosini, The Animal Gazer, published by The Head of Zeus 2019 (ISBN 978-1-78854-939-4)